# Larry Johnson (football américain)
Pour les articles homonymes, voir Johnson et Larry Johnson.
(en) Statistiques sur pro-football-reference
Larry Johnson né le 19 novembre 1979 à La Plata, Maryland est un joueur de football américain. Johnson évolue au poste de running back.
Il a fait sa carrière universitaire dans l'équipe des Nittany Lions de Penn State et a été drafté en NFL par les Chiefs de Kansas City en 2003. Lors de la saison 2005 il marque 20 touchdowns à la course et 1 à la passe, en 2006 17 à la course et 2 à la passe. Johnson détient le record NFL du nombre de courses dans une saison (416).